# Gabriel Konertz
Johann Gabriel Konertz (26 de agosto de 1954-28 de febrero de 2017) fue un deportista alemán que compitió para la RFA en remo. Ganó dos medallas de plata en el Campeonato Mundial de Remo, en los años 1977 y 1978.

## Palmarés internacional
| Campeonato Mundial | Campeonato Mundial        | Campeonato Mundial | Campeonato Mundial |
| Año                | Lugar                     | Medalla            | Prueba             |
| ------------------ | ------------------------- | ------------------ | ------------------ |
| 1977               | Ámsterdam (Países Bajos)  | Medalla de plata   | Cuatro con timonel |
| 1978               | Cambridge (Nueva Zelanda) | Medalla de plata   | Cuatro con timonel |